# مؤسسه دانش و فناوری اتریش
مؤسسهٔ دانش و فناوری اتریش، که به اختصار IST اتریش (ISTA) نامیده می‌شود، یک مؤسسهٔ بین‌المللی پژوهشی پایه و تحصیلات تکمیلی در علوم طبیعی و ریاضی است که در منطقهٔ ماریا گوگینگ شهر کلوسترنویبورگ واقع در ۲۰ کیلومتری شمال غربی وین، پایتخت اتریش، قرار دارد. این مؤسسه در سال ۲۰۰۹ توسط دولت‌های فدرال اتریش و ایالتی اتریش پایین تأسیس شده‌است و انتظار می‌رود که تا سال ۲۰۲۶ تعداد گروه‌های پژوهشی خود را به ۹۰ گروه افزایش دهد.
IST اتریش با نمونه‌برداری از روش‌های ETH زوریخ و انستیتو ماکس پلانک آلمان تأسیس شده‌است. مهم‌ترین اولویت مؤسسه پژوهش در سطح جهانی است و دانشمندان تشویق می‌شوند که ایده‌های خود را مستقل از دولت یا بازده اقتصادی پیگیری کنند. این مؤسسه موفق‌ترین دانشگاه اروپایی در زمینه جذب گرنتهای پژوهشی اتحادیه اروپا (ERC) است. در سال ۱۳۹۸، IST اتریش در رده‌بندی جهانی بهترین مراکز پژوهشی که توسط نشریه نیچر منتشر می‌شود، رتبه سوم جهان و اول اروپا را به دست آورد.
این مؤسسه در حال حاضر متشکل از ۴۲ گروه پژوهشی است. بخش تحصیلات تکمیلی مؤسسه دوره‌های دکترای متعددی در رشته‌های زیست‌شناسی، فیزیک، ریاضیات، علوم کامپیوتر، علوم اعصاب و علوم اطلاعات و محاسبه ارائه می‌دهد. در سال ۲۰۱۵ در مجموع ۱۲۱ دانشجوی دکتری در این مرکز مشغول به تحصیل بوده‌اند.
مؤسسهٔ دانش و فناوری اتریش دانشمندانی از ۵۰ کشور جهان را جذب کرده‌است که اکثریت آن‌ها محققان پسادکتری هستند. زبان رسمی مؤسسه انگلیسی است.